# Jurij Wankewicz
Jurij Iwanowicz Wankewicz, ukr. Юрій Іванович Ванкевич, ros. Юрий Иванович Ванкевич, Jurij Iwanowicz Wankiewicz (ur. 26 stycznia 1946 w Kijowie) – ukraiński piłkarz, grający na pozycji pomocnika lub obrońcy, trener piłkarski.

## Kariera piłkarska

### Kariera klubowa
W 1966 rozpoczął karierę piłkarską w Dynamie Kijów. W 1971 występował w klubie Metalist Charków, a w następnym roku w Polissia Żytomierz. W 1973 przeniósł się do Szachtara Donieck, w którym ukończył karierę piłkarską.

## Kariera trenerska
Po zakończeniu kariery piłkarskiej rozpoczął karierę trenerską. Trenował miejscowe kluby Chimik Siewierodonieck i Mołnija Siewierodonieck. Obecnie mieszka w Siewierodoniecku. Również pracował jako inspektor meczów piłkarskich.

## Sukcesy i odznaczenia

### Sukcesy klubowe
- mistrz ZSRR: 1967, 1968
- wicemistrz ZSRR: 1969, 1975

### Odznaczenia
- nagrodzony tytułem Mistrza Sportu ZSRR: 1970